# 라파엘 앙헬 칼데론 과르디아
라파엘 앙헬 칼데론 과르디아(스페인어: Rafael Ángel Calderón Guardia)는 코스타리카의 정치인이다. 1940년부터 1944년까지 대통령으로 재직하였다. 1990년부터 1994년까지 대통령으로 재직한, 라파엘 앙헬 칼데론 포우르니에르(Rafael Ángel Calderón Fournier)의 부친이기도 하다.

## 약력
1900년 3월 10일 산호세에서 태어났다. 코스타리카, 프랑스, 벨기에에서 수학했으며, 벨기에 여성 이본 클레이스 스펠더스와 결혼하였다. 학위를 마치고 외과의사가 된다.

## 대통령
1940년 커피 농장주들의 높은 지지를 얻고 대통령으로 선출되었다. 취임 이후에도 커피 농장주들을 지원했다.
노동자들을 보호하기 위해 최저임금제(minimum wage)를 도입했으며, 이로써 코스타리카의 근로 조건을 개선하는 데 성공했다. 그는 또한 코스타리카 대학교를 설립하기도 했다.
그의 재직 기간 동안 코스타리카의 교육 수준과 건강 수준은 눈부시게 향상되었다. 2차 세계 대전 당시에는 연합국을 지원하였다.
하지만 다른 한편으로는 독일계들을 탄압하였다. 그러자 수많은 독일계들이 칼데론의 라이벌인 호세 마리아 피게레스 페레르를 지원하였다.
1944년 임기를 마치고 물러났으며, 이후 1948년 다시 도전하였으나 오틸리오 울라테 블랑코에게 패하였다. 당시 피카도정부의 부정선거 등으로 문제가 커지자, 그는 혁명에 가담하였다. 그러나 실패하였고, 니카라과로 유배되었다. 1958년 귀국했으며, 1962년 재도전했으나 프란시스코 오를리치 볼마르시치에게 패하였다. 1966년부터 멕시코 대사로 일하였으며, 1970년 사망하였다.
아들인 라파엘 앙헬 칼데론 포우르니에르는 1990년 당선, 1994년까지 재직하였다.

## 가족
첫 번째 부인인 이본 클레이스 스펠더스는 코스타리카 최초의 여성 외교관이 되었다. 이후 이혼하였으며, 니카라과에서 로사리오 포우르니에르 모라와 재혼하였다. 로사리오와의 사이에서 라파엘 앙헬, 알레한드라, 마리아 델 로사리오를 낳았다.